# Synagoga v Glencoe
Synagoga North Shore Congregation Israel se nachází v americkém městečku Glencoe ve státě Illinois, na břehu Michiganského jezera. Vznikla podle návrhu, jehož autorem je americký architekt japonského původu Minoru Yamasaki, autor budov někdejšího Světového obchodního centra. Byla postavena v roce 1964.
Stavba je pojata jako série vysoko protažených betonových oblouků, které se dotýkají na hřebeni střechy. Volné prostory mezi nimi jsou na nejnižší úrovni vyplněny čirým sklem, kdežto ve větší výšce zabarveným vitrážovým sklem. Během dne a zejména při západu slunce tak do interiéru synagogy dopadá stále se měnící hra světel.
Běžné užívání této vznosné stavby nicméně bylo pro místní židovskou obec náročné, v roce 1979 si proto postavila ještě další, menší svatyni.